# Västeråsen, Ragunda kommun
Västeråsen är en by och tidigare småort i Fors distrikt (Fors socken) i Ragunda kommun i Jämtlands län. 2015 hade folkmängden återigen minskat och småorten upplöstes.
År 2005 var invånarantalet under 50 och då tappade Västeråsen tillfälligt sin småortsstatus.